# Grand Prix 1934

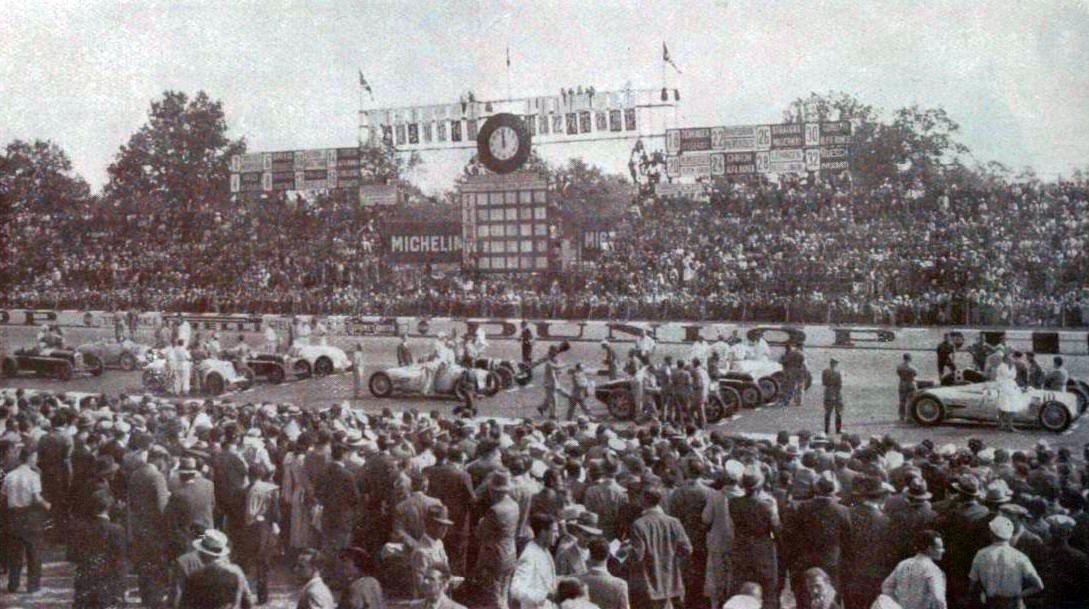
Startlinjen i italiens Grand Prix.

Grand Prix-säsongen 1934 gjordes åter uppehåll i Europamästerskapet för Grand Prix-förare. Under året kördes sex Grandes Épreuves-tävlingar.

## Grand Prix
| Grand Prix            | Bana              | Datum        | Vinnande förare   | Vinnande konstruktör |
| --------------------- | ----------------- | ------------ | ----------------- | -------------------- |
| Monacos Grand Prix    | Monte Carlo       | 2 april      | Guy Moll          | Alfa Romeo           |
| Frankrikes Grand Prix | Montlhéry         | 1 juli       | Louis Chiron      | Alfa Romeo           |
| Tysklands Grand Prix  | Nürburgring       | 15 juli      | Hans Stuck        | Auto Union           |
| Belgiens Grand Prix   | Spa-Francorchamps | 29 juli      | René Dreyfus      | Bugatti              |
| Italiens Grand Prix   | Monza             | 9 september  | Rudolf Caracciola | Mercedes-Benz        |
| Italiens Grand Prix   | Monza             | 9 september  | Luigi Fagioli     | Mercedes-Benz        |
| Spaniens Grand Prix   | Lasarte           | 23 september | Luigi Fagioli     | Mercedes-Benz        |